# 브레이커 (만화)
브레이커(The Breaker)는 전극진 글, 박진환 그림의 대한민국 만화이다. 무협 액션 만화로, 대원씨아이에서 발매한다.